# خیکار بارسقیان
خیکار هاکوبی بارسقیان (ارمنی: Խիկար Հակոբի Բարսեղյան؛  زادهٔ ۷ ژوئن ۱۹۱۸ - درگذشته ۱۱ ژانویهٔ ۱۹۹۶) مورخ و روزنامه‌نگار اهل ارمنستان بود.

## زندگی‌نامه
وی در ۷ ژوئن ۱۹۱۸ در شینوهایر به دنیا آمد و از دانشگاه دولتی علوم پرورشی خاچاطور آبوویان ارمنستان (۱۹۴۱) فارغ‌التحصیل گشت. وی عضو گیتلیک بود و در سووتاکان هایاستان، بانوور، حزب کمونیست ارمنستان، انستیتو مارکسیسم-لنینیسم، انستیتو تاریخ فرهنگ ملی علوم ارمنستان، هایاستان و فرهنگستان ملی علوم ارمنستان فعالیت می‌کرد. همچنین برندهٔ جوایزی همچون نشان جنگ میهنی درجه دو مدال دفاع از قفقاز، مدال به خاطر پیروزی مقابل آلمان در جنگ بزرگ میهنی (۱۹۴۵–۱۹۴۱), نشان شایستگی نبرد، نشان دوستی خلق، نشان ستاره سرخ، چهره فرهنگی شایسته ارمنستان شوروی شده است. وی در ۱۱ ژانویهٔ ۱۹۹۶ در سن ۷۷ سالگی در ایروان درگذشت و در آرامستان مرکزی ایروان (توخماخ) به خاک سپرده شد.